# 秦时明月 (电视剧)
《秦时明月》（英語：The Legend of Qin），《秦时明月》是由杭州玄机科技信息技术有限公司授权并与上海唐人电影制作有限公司联合出品，根据中国武侠动画连续剧《秦时明月》系列改编的2015年中國大陸古装武侠电视剧，並由陆毅、蒋劲夫、胡冰卿、陈妍希、秦俊杰、孙艺洲、金晨领衔主演。
该剧将故事主要放在荆轲刺秦之后，讲述了荆轲之子荆天明、墨家巨子之女高月与楚国项氏一族少主项少羽三位少年的传奇和在他们周围围绕着剑圣盖聂、医仙端木蓉、大野心家卫庄、墨家、聚散流沙、阴阳家各门派诸多人物的种种故事。该剧于2014年8月開機，2015年1月16日杀青，並於同年11月29日在湖南卫视钻石独播剧场播出。
该剧以秦始皇兼并六国之初，各方势力并存、百家学术争鸣的时期为历史背景，讲述荆轲之子荆天明、墨家巨子之女高月与楚国少主项少羽三位少年的成长故事，兼容亲情、友情、爱情、历史使命与江湖侠义。
在初期拍摄宣传时，蒋劲夫以绝对的份额优势占據男一，但2015年8月遭遇解约风波后，在開播发布会后流传出的、长达十一分钟的片花中，蒋劲夫的戏份不到一分钟，更有不少镜头是被强行截去。唐人官方对男一的宣传排位一直只围绕蓋聶飾演者陸毅，从演员排名来看，蒋劲夫已排至第七位。而女主角也順勢接成端木蓉的飾演者陳妍希。
台灣OTT由LiTV 線上影視全劇上架。

## 节目播出时间
| 頻道     | 国家/地区 | 播出日期       | 播出時間                            | 備註         |
| -------- | --------- | -------------- | ----------------------------------- | ------------ |
| 湖南衛視 | 中国大陆  | 2015年11月29日 | 星期日至二 22.00 - 00.00 (两集连播) | 钻石独播剧场 |

## 剧情
该剧改编自沈乐平三维动漫连续剧《秦时明月》系列，而动漫连续剧《秦时明月》则改编自台湾作家温世仁的同名长篇小说。该剧讲述荆轲之子“荆天明”成长为天下第一大侠的过程。

## 人物

### 主要演員
| 演员                             | 角色           | 备注 |
| 蒋劲夫 童年:武泽锦熙 童年:方思睿 | 荆天明         | 墨家巨子(後期) 荆轲之子，盖聂的徒弟，高月之夫。绝顶剑客荆轲和丽姬的儿子，由于身世原因被秦始皇追杀，后被盖聂找到并保护起来。古灵精怪，重情重义。当天明受玉煞之力的冲击，高月出现令天明恢复正常。 于第48集跟高月結為夫妻 于第58集跟高月、盖聂、端木蓉、卫庄一起隐居山外                                                                                            |
| 胡冰卿 童年:刘楚恬               | 高月           | 墨家巨子之女 端木蓉的徒弟，天明之妻。天真无邪，温柔婉约，精通药理，是端木蓉的得力帮手。天明受到玉煞之力冲击，是高月令天明恢复神智；后二人相爱。 于第48集跟天明結為夫妻 于第58集跟天明、盖聂、端木蓉、卫庄一起隐居世外 |
| 陆毅 童年:陳喆倫                 | 盖聂           | 第一剑圣 外表冷漠，内心侠骨柔肠。因荆轲刺杀秦王不成功，并死在他眼前，盖聂发誓，只要他还活着，就会替荆轲完成他的遗志。佩剑“渊虹”是秦始皇命人将荆轲刺秦所用的匕首重新锻造而来送给盖聂。由于误会，端木蓉对盖聂产生敌意；当误会消除时，二人产生情愫。 于第58集跟天明、高月、端木蓉、卫庄一起隐居世外                                                                 |
| 陈妍希                           | 端木蓉         | 墨家众头领之一 师承医家，有“医仙”之称，年纪轻轻却医术高明，性格活泼泼辣。因荆轲之死对盖聂原有强烈的敌意，但深入接触后逐渐改变看法，解除误会，并互相心生爱慕。 于第58集跟天明、高月、盖聂、卫庄一起隐居世外 |
| 秦俊杰 少年:李乾立               | 项少羽（项羽） | 墨家頭領→楚王→楚霸王 楚将项燕之孙，天明的好友，赤练之夫。天赋异禀，有千斤拔鼎之神力。智勇双全，心思细腻，为人仗义。为了复兴楚国，他时刻关注着大秦的动向，少年时就已有大将之风，希望以武力雄踞天下。武器“破阵霸王枪”。 與赤煉相戀。 于第58集于将枪杆插入地上而飞身跃向朝上的枪尖导致身亡                                                                          |
| 金晨 童年:朱俞硕                 | 赤练（虞姬）   | 衛庄之部將之一→虞美人 项羽之妻。赤蛇使者，妖艳毒女，與白鳳為姐弟。與項少羽相戀。 于第57集为了不让项羽在战场上束手束脚而用佩剑自刎身亡（动画中并非同一人，该剧设为一人） |
| 孙艺洲 童年:陳家桐               | 卫庄           | 七殺門弟子→“聚散流沙组织首领”→楚國國師→墨家軍師 項羽的師父，盖聂同门师弟，收下丰厚的报酬接受趙高的委託，搶奪荆天明。七杀门末代掌门的养子，有权谋有野心浑身充满邪气与霸气，武功深不可测，与盖聂不相伯仲。佩剑妖剑“鲨齿”。 于第27集因在毁灭机关城时被砸断脚导致下半身瘫痪 于第58集因項羽想要跟荊天明大開殺戒，後來投靠墨家，跟天明、高月、盖聂、端木蓉一起隐居世外 |

### 秦朝
| 演员                             | 角色           | 备注 |
| 肖荣生                           | 秦始皇         | 中国第一个统一天下的皇帝 于第44集因服用大量仙药导致身体渐渐虚弱、后体力不支而倒地身亡 |
| 盧森保                           | 盧生           | 秦朝术士 於第38集被秦始皇下令處死 |
| 张翔 童年:張薺家                 | 扶苏           | 太子 秦始皇长子 于第42集因不忍将士们自相残杀而挥剑自杀，临死前仍然嘱咐蒙恬辅佐胡亥善待天下百姓                                                                                               |
| 吴磊                             | 子婴           | 秦三世 扶苏之子 秦始皇之孫 于第57集被项羽斩首 |
| 张雷                             | 赵高(东皇太一) | 中車府令→郎中令→中丞相 秦始皇第一宠臣，城府极深，另一身份是阴阳家首领东皇太一。 于第55集被子婴用刀刺死                                                                                       |
| 朱虹 童年:方梓諾 童年:方昕兒     | 素影(月神)     | 阴阳家女成员 碧华双胞胎（原型为动画中的月神） 于第36集因赵高误已放走高月而被赵高终身关入碧华的墓地 于第41集再次出现而因自责过度而对碧华亏愧欠过度导致精神失常 于第54集为保护高月而被赵高杀害 |
| 朱虹 童年:方梓諾 童年:方昕兒     | 碧华           | 墨家夫人 高月之母 于为保全高月而用赵高的剑刎颈自刎身亡 （原型为动画中的燕太子妃，但并非同一人）                                                                                              |
| 杨光                             | 云中君         | 阴阳家成员 于第53集因发现阵法有异而被大司命用火法术击杀 |
| 宋宁                             | 大司命         | 阴阳家成员 少司命师傅。 于第54集被赵高打成重伤而告诉天明岸上的烟雾有毒，嘱咐他们吃下自己给的解药就去世                                                                                       |
| 尤靖茹 童年:胡順兒 童年:徐姚令喆 | 少司命         | 阴阳家女成员 大司命徒弟，喜歡荊天明。 于第34集被弓箭手射穿了身体导致重伤、后跟大司命交代遗言就在其怀中去世                                                                                   |
| 张萌                             | 丽姬           | 燕國圣女→秦國皇妃 荆天明之母，秦始皇妃子 于十三年前因为保全天明而上吊自尽 |
| 姚一奇 童年:鄭子寒               | 胡亥           | 秦二世 秦始皇十八世子，子嬰叔叔，趙高徒弟 于第54集被赵高失手用刀捅死 |
| 张文俊                           | 蒙恬           | 秦国著名将领 扶蘇的手下 于第43集被赵高用奸计囚禁于阳周而失了兵权 |
| 于子宽                           | 李斯           | 秦国名相 于第45集被赵高陷害入狱 |
| 李昱孚                           | 章邯           | 秦国著名将领 于第55集被项羽杀害 |
| 沈雪炜                           | 司马欣         | 秦国将领 |
| 郝宗君                           | 阎乐           | 赵高女婿 |
| 田西平                           | 殷通           | 秦朝會䆌郡守 項梁好友 |

### 西楚
| 演员                | 角色           | 备注 |
| 曲哲明 童年: 夏子瑜 | 白凤           | 卫庄第一男性部將之一→楚國將軍→國舅 白衣男子，鳳凰使者，與赤練為姐弟。 于第45集为了赤练而保护卫庄、后以身体挡流箭导致重伤而跟卫庄交代遗言就去世 |
| 张羴                | 项伯           | 项羽最小的叔父 于第5集跟项庄带手下回据点吴中                                                                                                   |
| 强宇                | 项庄           | 项羽堂弟 楚國大將項燕之孫，與項羽狼狽為奸 |
| 邓立民              | 项梁           | 项羽叔父 于第45集被章邯斩杀 |
| 韩振华              | 范增           | 项羽谋士 被尊称为“亚父” |
| 宋来运              | 楚義帝（熊心） | 战国时期楚怀王熊槐之孙 |
| 李岑                | 宋义           | 秦末时期楚国将领 于第48集被项羽杀害 |

### 燕國
| 演员   | 角色        | 备注 |
| 王修泽 | 燕太子丹    | 燕国太子 动画中为墨家巨子及高月之父，电视剧无此身份。 |
| 耿乐   | 荆轲        | 墨家第一高手 荆天明之父，于十三年前因刺杀秦始皇失败而用盖聂手中的剑自杀身亡 |
| 隋詠良 | 高渐离      | 墨家第二高手 不但气质优雅武功高强，还是一位能歌善武的优雅侠士，其击筑的造诣冠绝天下。高渐离一生和雪女生死相随，二人感情深厚，高渐离的击筑曲目“阳春”与雪女的箫声“白雪”合称“阳春白雪”，在燕国乃至天下都堪称一绝。佩剑“水寒”。 于第36集跟雪女为救出高月而被秦兵杀成重伤、后被扶苏用剑杀害 |
| 王春元 | 班大师      | 墨家统领之一 |
| 王彦霖 | 东郭植      | 墨家统领之一 原型为动画中的盗跖 |
| 劉錫明 | 鞠玄/金万两 | 墨家巨子 高月之父。 于第27集为救天明而将内力全部传给天明导致性命垂危之时传位给天明 于第28集跟天明交代遗言后在高月怀中去世（动画中与燕丹为同一人，该剧分为二人） |
| 苏茂   | 六指黑侠    | 前任墨家巨子 |
| 龚蓓苾 | 雪女        | 墨家众头领之一 表面上是洛阳城第一舞姬，妃雪阁的老板，美艳绝伦，实际上是武艺高超的杀手。武器是绸缎和箫，于跳舞之中杀人于无形。深愛高漸離一生與他生死相隨、情深似海。 于第36集跟高渐离为救出高月而被秦兵杀成重伤、后跟高渐离被扶苏用剑杀害                                               |

### 漢朝
| 演员   | 角色        | 备注                                                     |
| 于波   | 刘邦 (刘季) | 未来的汉高祖                                             |
| 左金珠 | 樊哙        | 墨家统领之一→漢朝大將 原型为动画中的大铁锤与历史上的樊哙 |
| 丁宇辰 | 张良        | 未来的“汉初三杰”之一                                     |
| 常晋   | 曹无伤      | 刘邦手下将领                                             |
| 姬曉飛 | 韓信        | 未来的“汉初三杰”之一                                     |

### 七殺門
| 演员   | 角色          | 备注 |
| 張柏俊 | 易夫子        | 七殺門弟子→陰陽家成員 趙高與衛莊手下，被蓋聶的父親打死之後，為算命仙人陷害蓋聶，卻被端木蓉燒死，再被高漸離用劍殺死。 |
| 王新民 | 姬無咎        | 七殺門之人 |
| 公方敏 | 鲍长老/雁春君 | 权贵→原是七杀门长老 于第9集被卫庄杀害                                                                                |

### 韓國
| 演员           | 角色     | 备注 |
| 宋欣佳怡       | 蛊娘     | 卫庄女性部將之一 蠱蟲使者 墨玉麒麟的妻子，與其有一女 于第26集因盖聂杀害蛊母导致蛊虫失控导致被蛊虫反噬以致死亡（原型为动画中男性隐蝠） |
| 郭许炜(小小白) | 墨玉麒麟 | 卫庄男性部將之一 麒麟使者 蠱娘的丈夫，與其有一女 于第27集离开聚散流沙                                                                 |

### 其他
| 演员   | 角色       | 备注                                                          |
| 萧兵   | 公输仇     | 公输家族掌门 于第28集得知根本没有墨家秘籍而无法相信导致失心疯 |
| 白東風 | 荊天明養父 | 心地善良的老夫妻，沒有孩子                                    |
| 史艷   | 荊天明養母 | 心地善良的老夫妻，沒有孩子                                    |
| 翟小光 | 大毛       | 荊天明好友                                                    |
| 李瑋珽 | 二毛       | 荊天明好友                                                    |
| 劉帥良 | 馮生       | 方士学馆的考官 对化装成哑巴和女考生的荆天明极为爱慕。         |
| 過齊鳴 | 黃半仙     |                                                               |
| 闞婷婷 | 阿黎       |                                                               |
| 陸媛媛 | 蓮枝       |                                                               |
| 趙朝陽 | 項陶       |                                                               |
| 吳建彭 | 順子       |                                                               |
| 王浩宇 | 大生       |                                                               |
| 楊威   | 山子       |                                                               |
| 陳勇   | 大勇       |                                                               |
| 張偉夫 | 週通       |                                                               |
| 羅霆   | 裡正       |                                                               |

## 电视原声带
| 曲序 | 曲目                 |                                   | 作曲                      | 歌手   |
| ---- | -------------------- | --------------------------------- | ------------------------- | ------ |
| 1.   | 《天将明》（片头曲） | 藍小邪                            | 黃韵玲                    | 林宥嘉 |
| 2.   | 《当归》（片尾曲）   | 藍小邪                            | 颜小健                    | 周蕙   |
| 3.   | 《獨活》（插曲）     | 藍小邪                            | 張簡君偉                  | 炎亞綸 |
| 4.   | 《盔甲》（插曲）     | 张鹏鹏                            |                           | 阎奕格 |
| 5.   | 《一雙人》（插曲）   | Carrie Haber、Chirs Lewis、张鹏鹏 | Carrie Haber、Chirs Lewis | 林愷倫 |

## 宣傳活動
| 播出時間     | 活動                   | 出席演員     |
| ------------ | ---------------------- | ------------ |
| 2016年1月2日 | 湖南卫视《快乐大本营》 | 陆毅、蒋劲夫 |

## 外部連結
- 《秦时明月》的新浪微博
- 《秦时明月》的Facebook專頁
- 《秦时明月》湖南衛視 官方網站

## 電視劇的變遷
| 中国大陆 湖南卫视 钻石独播剧场 · 星期日至二 22.00 - 00.00 (两集连播) | 中国大陆 湖南卫视 钻石独播剧场 · 星期日至二 22.00 - 00.00 (两集连播) | 中国大陆 湖南卫视 钻石独播剧场 · 星期日至二 22.00 - 00.00 (两集连播) |
| -------------------------------------------------------------------- | -------------------------------------------------------------------- | -------------------------------------------------------------------- |
|                                                                      | 秦时明月 （2015年11月29日－2016年1月31日）                           |                                                                      |
| 大汉情缘之云中歌 （2015年9月13日－11月23日）                         | 青丘狐传说 （2016年2月8日－3月15日）                                 |                                                                      |